# 真佛山廟群
真佛山廟群位於四川省达州市達縣福善鄉，文物遺址年代判定為清。1991年4月16日公佈為四川省第三批文物保護單位。2013年3月5日列為第七批全國重點文物保護單位。
保護範圍：東自大雄寶殿後牆外延20米，西至山門外延50米，南自山門、玉皇殿、天子殿、德化寺、大雄寶殿南側外牆外延5米，北自山門、玉皇殿、天子殿、德化寺、大雄寶殿北側外牆外延20米。建設控制地帶：保護範圍向東外延30米，向南外延10米，向西外延20米，向北外延20米。